# Teófilo Braga
Teófilo Braga, nome completo Joaquim Teófilo Fernandes Braga (Ponta Delgada, 24 febbraio 1843 – Lisbona, 28 gennaio 1924), è stato un politico, filosofo e poeta portoghese, primo Presidente della repubblica dal 6 ottobre 1910 al 24 agosto 1911. Fu brevemente Presidente anche dal 29 maggio al 5 ottobre 1915.

## Biografia
Nato nelle isole Azzorre nel 1843, figlio di padre ufficiale miguelista, Teófilo Braga rimane presto orfano di madre. Si dimostra fin da giovane un tenace e ambizioso studente e, non ancora ventenne, pubblica il suo primo libro in versi, Folhas Verdes (1859), opera adolescenziale ispirata alla poesia di Almeida Garrett.
Nonostante le poche risorse finanziarie della famiglia, grazie alla propria abnegazione e disciplina spartana Braga riuscì a studiare Diritto all'Università di Coimbra, dove conobbe Antero de Quental, del cui «cenacolo» letterario verrà a far parte e con cui condivise polemiche studentesche e letterarie, pur mantenendo sempre una personalità e un pensiero ben distinti. In questo contesto, è attivo alla redazione di vari opuscoli universitari e pubblica la sua prima rilevante opera poetica, Visão dos Tempos (1864), opera ispirata a La Légende des Siècles di Victor Hugo, che ottenne successo di critica.
Nel 1865, Teófilo Braga e Antero de Quental sono tra i maggiori protagonisti di un'aspra polemica che ha profondamente segnato la storia della cultura portoghese. Si tratta della cosiddetta Questione del Buon Senso e del Buon Gusto (Questão do Bom Senso e Bom Gosto), che vide i due giovani poeti e pensatori - al tempo identificati come coimbrenses («di Coimbra») - schierati contro gli ambienti letterari della Lisbona colta, capitanati da António Feliciano de Castilho. Vi fu un proliferare di opuscoli e articoli, che vide coinvolti diversi intellettuali portoghesi e che, lungi dall'essere una semplice diatriba generazionale (i "giovani" di Coimbra contro il "vecchio" Feliciano de Castilho), si rivelò un confronto tra due diverse visioni della letteratura, dell'arte e del loro ruolo nella società. In particolare, i giovani coimbrenses proponevano - in controtendenza con la lirica del tardo romanticismo portoghese - una letteratura che fosse aperta al contributo della filosofia e della critica letteraria.
Trasferitosi a Lisbona, Teófilo Braga, fece parte, assieme ad Antero de Quental, Eça de Queirós e altri scrittori, pensatori e studiosi portoghesi, del gruppo denominato Generazione del 70, impegnato nel dibattere ed affrontare problematiche sociali, culturali e politiche del Portogallo.
Nella capitale portoghese, continuò la sua intensa attività intellettuale, politica e di docenza universitaria in letteratura presso la Facoltà di Lettere dell'Università di Lisbona (allora chiamata Curso Superior de Letras). Si distinse per la ricerca sulla letteratura popolare portoghese, passione figlia dello studio del Michelet e del positivismo di Auguste Comte, che divenne il perno del pensiero di Braga. Le opere più significative a tal proposito furono i Cantos tradicionais do povo português del 1883, Il povo português nos seus costumes, crenças e tradições del 1885 e História da poesia popular portuguesa del 1902. Importanti furono i suoi scritti riguardanti l'Arcadia, il Romanticismo, le opere di Gil Vicente e la storia dell'Università di Coimbra.
Da punto di vista politico e filosofico si ricordano la História das ideias republicanas em Portugal del 1912 ed i Traços gerais da filosofia positivista del 1877. Si tratta di opere di forte stampo positivistico.
Il suo interesse per le questioni nazionali, la sua passione politica e il suo entusiastico positivismo sfociarono in un repubblicanesimo laico, compatibile col capitalismo, del quale Braga fu l'esponente massimo che fu il nucleo e la sostanza del suo messaggio e della sua attività politica in tempi tumultuosi della storia portoghese contemporanea, segnati dal regicidio del 1908 e dal conseguente affermarsi, due anni dopo, della Repubblica, della quale Teófilo Braga fu il primo Presidente sin dal governo provvisorio, del quale facevano parte António José de Almeida, Afonso Costa e Bernardino Machado, come lui tutti - e praticamente la metà dei ministri  - membri della Massoneria.
Figura importantissima della storia, della storia culturale e del pensiero portoghesi contemporanei, dopo una vita di polemiche, trionfi, aspre critiche e incisiva azione intellettuale e istituzionale, Teófilo Braga morì a Lisbona nel 1924.

## Pensiero
Dal punto di vista epistemologico, filosofico-storico e filosofico-politico, Teófilo Braga è riconosciuto come colui che ha introdotto, affermato e maggiormente difeso il Positivismo in Portogallo. Assieme al suo repubblicanesimo, si tratta uno degli aspetti fondamentali della sua azione intellettuale, che ha avuto un notevole impatto critico sulle generazioni successive. Per questo motivo è considerato, non solo un importante politico e saggista, ma anche uno dei pensatori filosofici più influenti della contemporaneità lusitana. Tra le opere fondamentali del suo pensiero positivista vi sono Traços Gerais de Filosofia Positiva (1877) e Sistema de Sociologia (1884). Assieme allo psichiatra Júlio de Matos, fondò inoltre la rivista O Positivismo (1878).
Dopo una fase iniziale debitrice del Romanticismo, Braga negli anni 1870 sposa entusiasticamente l'impianto filosofico positivista di Auguste Comte, cui aderirà pur con qualche divergenza critica, avendo tale aderenza ripercussioni di primo piano nel pensiero e nell'azione di Braga, sia nella politica, sia nell'ambiente filosofico e culturale portoghese. Allontanandosi dagli ideali rivoluzionari degli altri protagonisti della cosiddetta Generazione del 70 (Geração de 70), come Antero de Quental e Oliveira Martins, Braga svilupperà un pensiero determinista ed evoluzionista della storia e in particolare della storia politica del Portogallo, il cui fine ordinato, pacifico e progressivo non poteva che essere, secondo il suo pensiero, la democrazia repubblicana. Quest'ultimo punto, assieme all'anticlericalismo di Braga, costituiscono elementi di divergenza del pensatore portoghese rispetto a Comte, in particolare rispetto al pensiero comtiano sulla dittatura e alle tesi sulla religione positivista del pensatore francese.
Basata su idee di determinismo, prevedibilità, ordine e progresso, la filosofia della storia di Braga è quindi del tutto positivista. Nella sua prospettiva, sia la storia, sia la società e finanche la stessa cultura obbedirebbero a leggi organiche ed evoluzionistiche analoghe a quelle della biologia. Non mancano, in questo senso, parallelismi tra filogenesi e ontogenesi, attraverso i quali Braga spiega la storia delle idee in Portogallo, nel contesto generale della storia umana universale, come un percorso ordinato e logicamente sequenziale, dall'infanzia caratterizzata dalla tendenza a indagare l'assoluto, alla maturità in cui i fatti sono circoscritti, osservabili e sperimentali, e in cui alla filosofia incombe unicamente il ruolo di coordinamento generale degli stessi fatti. Storia e filosofia confluiscono, poiché la storia è, in definitiva, una «filosofia concreta, nella quale la parte narrativa è la scelta dei fatti e la filosofia è la connessione intima che li spiega».
Si noti che la tendenza romantica giovanile non fu del tutto estranea al pensiero maturo di Braga, che a più riprese provò a ricercare e definire i fattori che renderebbero specifica e distinta la «nazionalità» portoghese. In questo suo pensiero di stampo nazionalistico, molto criticata ma altrettanto influente fu la sua teoria del mozarabismo, secondo la quale la specificità del genio portoghese (rintracciabile soprattutto nella letteratura) sarebbe dovuta a una sintesi tra elementi etnici germanici e arabi.

## Opere principali
- Visão dos Tempos (1864)
- As Teocracias Literárias - Relance sobre o Estado Actual da Literatura Portuguesa (1865)
- História da Literatura Portuguesa. Introdução (1870)
- Traços gerais da Filosofia Positiva (1877)
- Sistema de Sociologia (1884)